# Mary Todd
Mary Todd Lincoln (født 13. december 1818 i Lexington, Kentucky, død 16. juli 1882) var en amerikansk kvinde, der blev kendt som hustru til USA's 16. præsident, Abraham Lincoln. Hun voksede op i en velhavende og politisk engageret familie.
Mary Todd var en intelligent og uddannet kvinde med en interesse for politik og samfundsanliggender. Hun mødte Abraham Lincoln i 1839, og de giftede sig i 1842. Som førstedame spillede hun en aktiv rolle ved sin mands side og var en engageret støtte for ham både personligt og politisk.
I løbet af Lincolns præsidentperiode oplevede Mary Todd mange personlige tragedier, herunder tabet af flere af hendes børn og attentatet på hendes mand i 1865. Disse tab og psykiske traumer tog en betydelig vejafgift på hendes mentale og fysiske helbred, og hun kæmpede med depression og andre mentale udfordringer.
Mary Todd blev kendt for sin levende personlighed, sin smag for mode og sin sociale dygtighed. Hun var ofte involveret i sociale arrangementer og fungerede som værtinde ved mange officielle begivenheder i Det Hvide Hus. Hendes tid som førstedame var dog også præget af kontroverser og politiske fjender, der kritiserede hende for hendes udgifter og adfærd.
Efter Lincolns død i 1865 vendte Mary Todd tilbage til privatlivet og fortsatte med at kæmpe med personlige og økonomiske udfordringer. Hun tilbragte sine sidste år i Illinois og døde den 16. juli 1882.

Mary Todd Lincoln er en vigtig skikkelse i amerikansk historie som en førstedame, der gennemgik betydelige prøvelser og tragedier i løbet af en turbulent periode i landets historie. Hun efterlod sig et komplekst arv og er blevet genstand for studier og analyser af sin rolle og indflydelse på præsidentskabet og samfundet som helhed.